# Carbonne
Carbonne (okcitansko Carbona) je naselje in občina v južnem francoskem departmaju Haute-Garonne regije Jug-Pireneji. Leta 2008 je naselje imelo 4.952 prebivalcev.

## Geografija
Naselje leži v pokrajini Languedoc ob izlivu reke Arize v Garono, 40 km jugozahodno od Toulousa.

## Uprava
Carbonne je sedež istoimenskega kantona, v katerega so poleg njegove vključene še občine Bois-de-la-Pierre, Capens, Longages, Marquefave, Mauzac, Montaut, Montgazin, Noé, Peyssies in Saint-Sulpice-sur-Lèze s 15.578 prebivalci.
Kanton Carbonne je sestavni del okrožja Muret.

## Zanimivosti
- cerkev sv. Lovrenca iz 14. stoletja, sredi prvotne srednjeveške bastide,
- golobnjaki iz konca 16. in začetka 17. stoletja,
- hidroelektrarna na reki Garoni z jezom Barrage de Mancies.

## Pobratena mesta
- Fuente Obejuna (Andaluzija, Španija),
- Galliera Veneta (Benečija, Italija),
- Korschenbroich (Severno Porenje - Vestfalija, Nemčija),
- Monmouth / Trefynwy (Wales, Združeno kraljestvo).